# Thamnophilus
Thamnophilus é um gênero de aves do Novo Mundo da família Thamnophilidae. São insetívoros, vivendo na parte inferior da vegetação.

## Espécies
Possui as seguintes espécies:
- Thamnophilus bernardi
- Thamnophilus melanonotus
- Thamnophilus melanothorax
- Thamnophilus doliatus
- Thamnophilus capistratus endêmico da Caatinga.
- Thamnophilus zarumae
- Thamnophilus multistriatus
- Thamnophilus palliatus
- Thamnophilus tenuepunctatus
- Thamnophilus bridgesi
- Thamnophilus nigriceps
- Thamnophilus praecox
- Thamnophilus nigrocinereus
- Thamnophilus cryptoleucus
- Thamnophilus aethiops
- Thamnophilus unicolor
- Thamnophilus aroyae
- Thamnophilus schistaceus
- Thamnophilus murinus
- Thamnophilus atrinucha
- Thamnophilus punctatus
- Thamnophilus stictocephalus
- Thamnophilus sticturus
- Thamnophilus pelzelni
- Thamnophilus ambiguus
- Thamnophilus divisorius
- Thamnophilus insignis
- Thamnophilus amazonicus
- Thamnophilus caerulescens
- Thamnophilus torquatus
- Thamnophilus ruficapillus